# Pogonomys sylvestris
Pogonomys sylvestris is een knaagdier uit het geslacht Pogonomys dat voorkomt op Nieuw-Guinea. Hij leeft op het schiereiland Vogelkop en in de bergen van Papoea-Nieuw-Guinea (inclusief het Huonschiereiland), maar in de bergen van Irian Jaya wordt hij vervangen door een onbeschreven soort van Pogonomys en in het Telefomin-gebied van Papoea-Nieuw-Guinea door Pogonomys championi. Hij leeft op 1300 tot 2800 m hoogte. In de Vogelkop wordt hij door de Hatam "choywoybea" genoemd. Dit dier slaapt overdag in holen, waarin tot vijftien dieren kunnen leven. De dieren paren van oktober tot december. 's Nachts klimt hij in bomen om zich te voeden. Waarschijnlijk eet hij alleen planten. Hij is zowel in door mensen verstoorde gebieden als in primair woud gevonden.
Het is de kleinste soort van Pogonomys. Deze soort heeft een roodbruine vacht (hoewel minder rood dan bijvoorbeeld P. macrourus) en een grijsachtige buikvacht. De staart loopt uit in een witte punt. De kop-romplengte bedraagt 110 tot 135 mm, de staartlengte 135 tot 170 mm, de achtervoetlengte 20 tot 24 mm, de oorlengte 11 tot 16 mm en het gewicht 29 tot 66 gram. Vrouwtjes hebben 1+2=6 mammae.